# Hyundai i10
A Hyundai i10 egy miniautó, amelyet a dél-koreai Hyundai Motor Company gyárt 2007 óta, a Hyundai Atos utódjaként. Összesen 3 generációja van.
A második generációt 2013-ban mutatták be és 2014 első hónapjaiban dobták piacra, a valamivel nagyobb, ázsiai piacra szánt modellváltozat 2013 szeptemberében jelent meg Grand i10 néven.

## Az első generáció (PA; 2007–2013)
Az első generációs i10 bemutatása 2007. október 31-én került sorra Újdelhiben, Indiában. Az autót a Hyundai Csennai gyárában gyártották.
Európában négyféle felszereltséggel (Classic, Style, Comfort, Eco Blue) jelent meg, ezekhez elektromos első ablak, ABS, légkondicionáló, RDS rádió/CD-lejátszó járt.

### Paraméterek
- Tengelytávolság: 2,380 mm
- Hossz: 3,565 mm
- Szélesség:1.595 mm
- Magasság: 1.550 mm
- Üres tömeg: 1.040 kg

Háttér
Az volt a cél az i10 fejlesztésével, hogy leváltsa a régebbi Atost más néven Santrot. Az autó célközönsége az indiai piac volt, mivel ott nagy népszerűségnek örvendtek a ferde hátú kisautók.
Belső

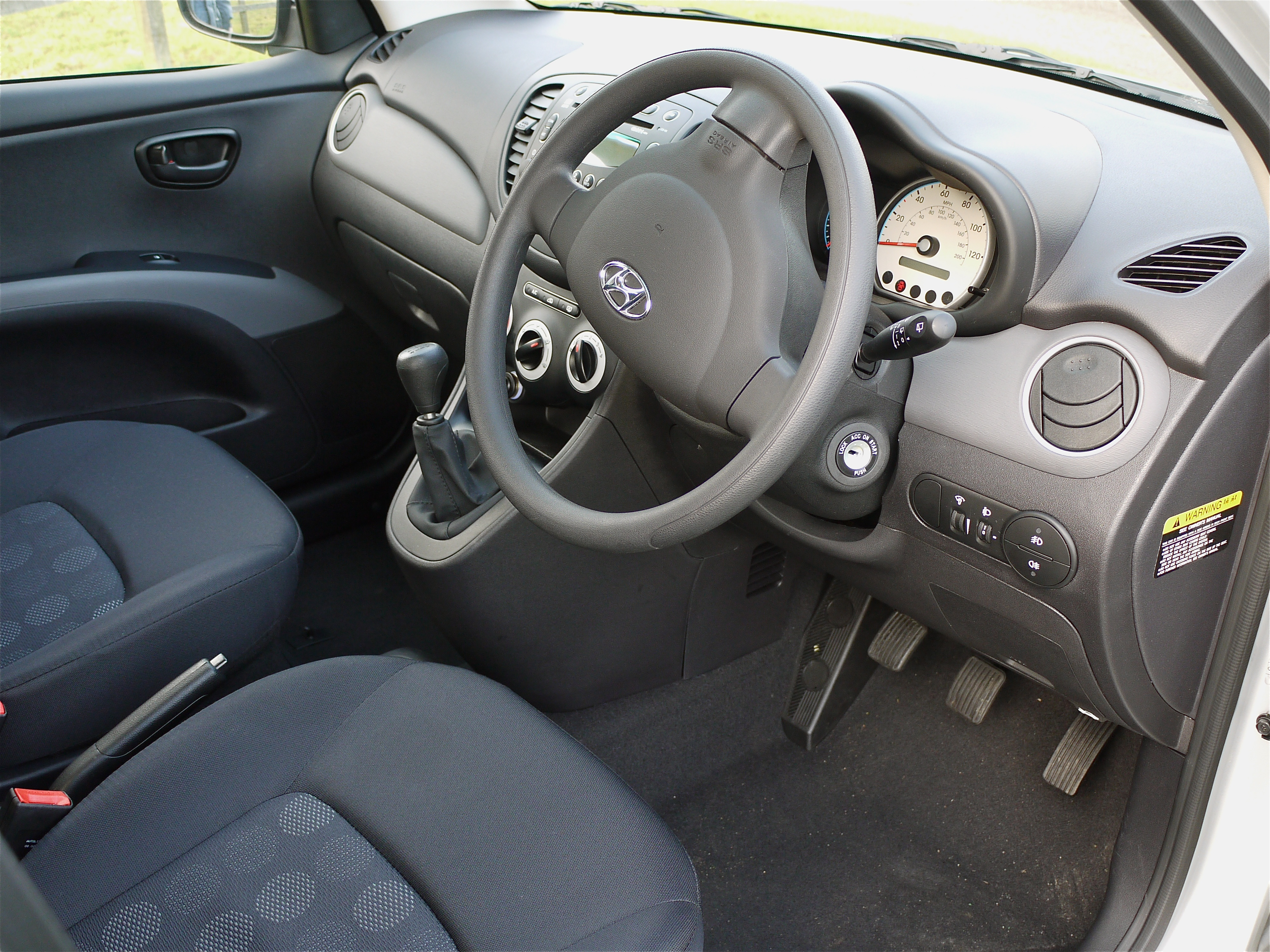
i10 belső tér

A belső tér egy műanyag műszerfal burkolat egy választható rádióval. A műszerfalon van egy nagy fehér sebességmérő, mellette egy fordulatszámmérő és egy üzemanyag mennyiség mérő. A váltókar a középkonzolon van beépítve helyet hagyva egy pohártartónak az ülések közt.
Külső

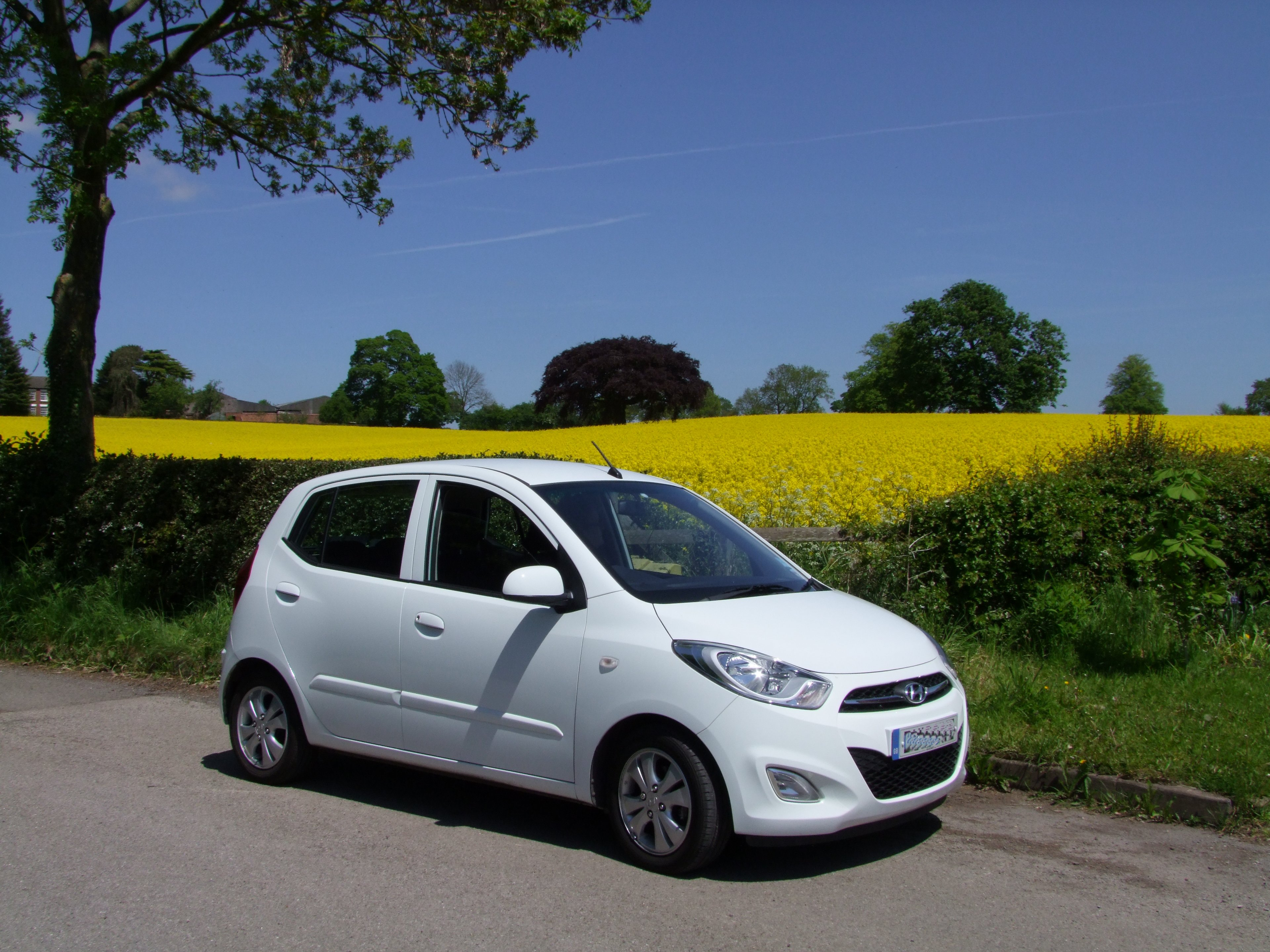
Újabb i10

2010 szeptemberében bemutatták az újabb i10-t. Az autó karosszériája sokkal sportosabb lett, több új, modern funkcióval.
Kívülről
A Hyundai bemutatott egy teljesen új kinézetet. A kocsi elülső részén található egy krómbevonattal ellátott hűtőrács, fényszórók és ködlámpa. Az új lökhárító a hűtőráccsal együtt egy agresszív kinézetet ad az autónak.
Ugyancsak van az új modellen mikro tetőantenna, színre fújt kilincsek, oldalsó irányjelzők, külső visszapillantó tükrök. Az új i10 hátulja büszkélkedhet karcsú és megnyúlt hátsó lámpákkal, merész hátsó lökhárítóval, hátsó lökhárító reflektorokkal és dísztárcsával.
Az új belső
Az új belső bézs vagy barna színű. Ez kölcsönöz egy esztétikus belső teret a króm és ezüst díszítésekkel a fontosabb pontokon. További újdonság a fém bevonatú középkonzol, az új műszerfal és a kék belső világítás.
Ettől eltekintve az i10 sok új tervezési funkcióval rendelkezik: digitális üzemanyag mennyiség kijelző, Bluetooth, kormányműre szerelt audio és bluetooth irányítórendszer, hálózati csatlakozó.
Motorok
i10 iRDE 1.1
Az i10-ben ez az alapmotor. Az 1,1 literes, 65 lóerős (48 kW, 66 LE) l4 iRDE motor - ugyanezt a típust használták a Kia Picantonál és a Hyundai Atos Prime/Santro Xingnél, de alacsonyabb CO2 kibocsátással.
i10 Kappa 1.2
Az i10-hez választható 1,2 literes benzines, Euro-5 kompatibilis motor ugyanazzal a CO2 kibocsátással mint az 1,1L modell. A gyújtógyertya viszont nem szabványos.
i10 Diesel

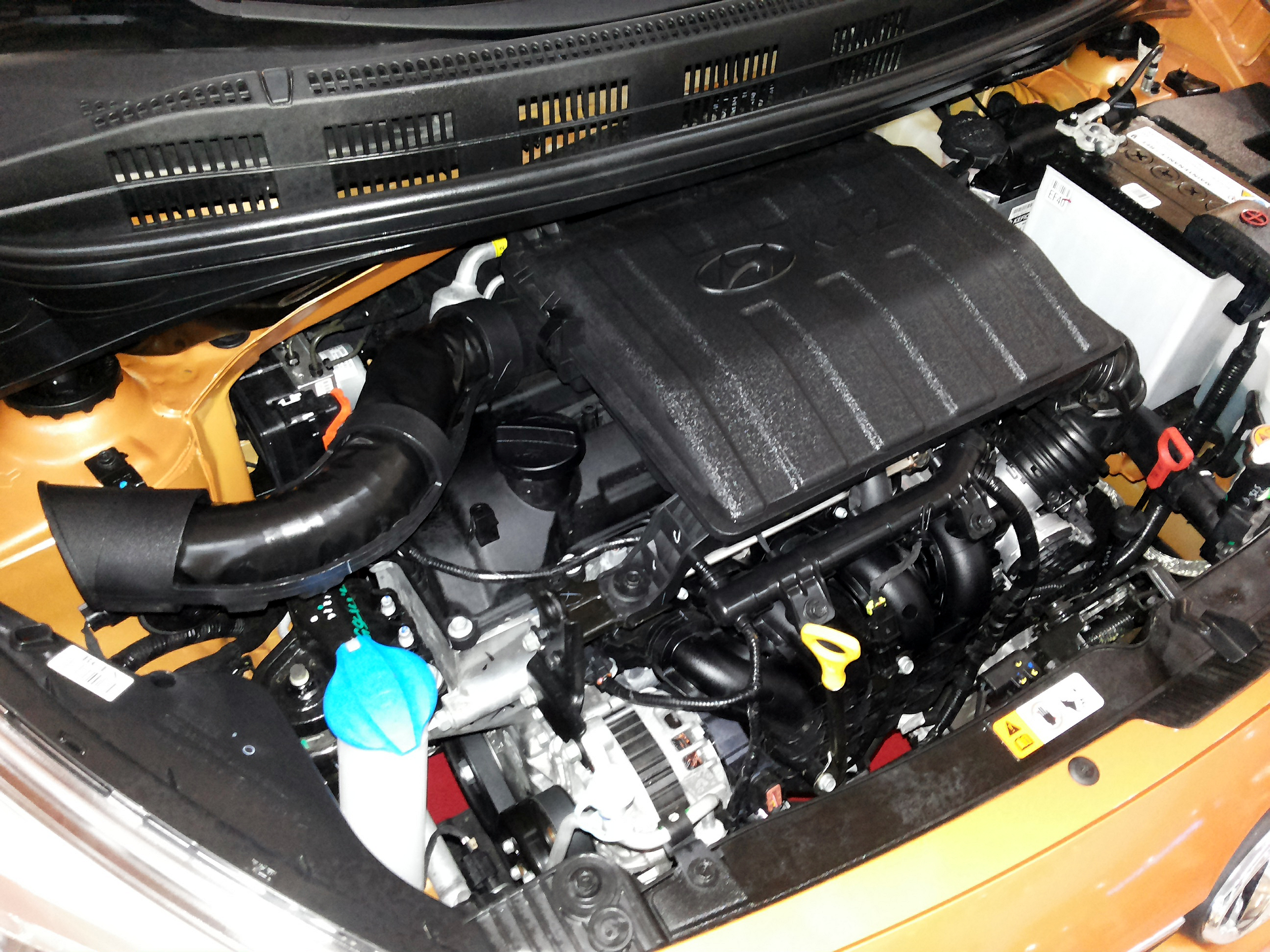
Hyundai i10 motor

Az 1,1 literes, 3 hengeres dízel CRDi változat kapható Európában viszont az Egyesült Királyságban és Indiában még nem vezették be.
i10 Electric
A Hyundai elindította az i10 Electric Delhi Auto Expot ezután 2011 körül válik elérhetővé az i10 elektromos változata.
i10 Kappa-2 1.2
2010-ben a Hyundai elindította az újításon átesett i10-et Indiában, amely Kappa-2 motorral kapható. A VTVT technológia tovább javítja a motor teljesítményét. A Hyundai mérnökei az 1,2 literes 4 hengeres Kappa motort vették alapul, majd hozzáadtak egy VTVT (Variable Timing and Valve Train) rendszert. Az i10 az első kisautó az országban ami megkapja a változó szelepvezérlést.

#### Elismerések
A Hyundai i10 ez egész világon nagy elismerésnek örvend, erről tanúsít számtalan díja. Az India BS Motoring, a CNBC-TV18 Autocar, az NDTV Profit Car & Bike India és az Overdrive magazin is neki ítélte az "Év Autója 2008" díjat. Az autó megkapta az indiai Év Autója cimet (ICOTY). Az i10 Malajziában is számos díjat és elismerést is szerzett köztük a Legjobb Ázsiai Népautó (VCA Auto Industry Awards 2009) címet is. 1. helyen végzett az ázsiai Auto-Mudah.my Fuel Efficiency Awards versenyen is 2009-ben városi autók kategóriában kombinált üzemanyag hatékonyságával (5.0L / 100 km).
2008-ban a Hyundai megemlékezett a 10 éves indiai működésére ezért transzkontinentális utat kezdeményezett Delhi és Párizs között. Az utat az autógyártó két Kappa motoros i10-zel teljesítette ami 10000 km (6200 MI) volt és 17 nap után bemutatták a modellt a párizsi autószalonon.
2009-ben az autó népszerű lett az Egyesült Királyságban a vásárlási adatok alapján.
2013-ban a vezető autóipari portál, a CarDeko az i10-nek ítélte a Legnépszerűbb Autó Indiában címet.

#### Biztonság
Az Euro NCAP vizsgálati eredményei egy LHD, 5 ajtós, 2008-as modellen:
| Teszt         | Pontszám | Pont |
| ------------- | -------- | ---- |
| Felnőtt utas: | 4/5      | 26   |
| Gyermek utas: | 4/5      | 37   |
| Gyalogos:     | 3/4      | 21   |

Az ASEAN NCAP vizsgálati eredményei egy RHD, 5 ajtós, 2011-es modellen:
| Teszt               | Pont |
| ------------------- | ---- |
| Felnőtt utasvédelem | 2/4  |
| Gyermek utasvédelem | 48%  |

Az autó ára és biztonsági felszereltsége az autópiactól változik. A legtöbb országban az i10 fel van szerelve légzsákkal és 1.1-es manuális váltóval, de a Fülöp-szigeteki piacon lehet légzsák nélkül is árusítani.
Mivel 2009-ben lett előírt az elektronikus menetstabilizátor (ESC) az Egyesült Királyságban ezért automatikusan nem kaphatja meg a maximális 5 csillagot az EURO NCAP értékelésében.

### India
Miután hatalmas sikere lett a Hyundai Santronak India második legnagyobb autógyártója elindította a ferde hátú i10 értékesítését. Az autó nagy népszerűségnek örvendett. Minőségi belsőt és A megbízható berendezéseket kínál az igényeknek megfelelően. Az indiai i10 9 változatban kapható, 2 különböző motorral. Az autó alacsony ára miatt versenyképes az indiai piacon.

#### Hyundai i10 modellek
| Hyundai i10 D-lite    | Ez az i10 alap változata ami 1,1 literes, IRDE motorral van felszerelve, de nem kínál a modell állítható kormánykereket, központi zárat, elektromos ablakemelőt, fordulatszámmérőt, CD/MP3 lejátszót, ködlámpát és testszínű lökhárítót. |
| Hyundai i10 Era       | Ez a változat az előzővel megegyező motorral van felszerelve, de kínál elektromos ablakemelőt, központi zárat és testszínű lökhárítót.                                                                                                   |
| Hyundai i10 Magna     | Ez a változat új Kappa motorral van felszerelve. Néhány további funkcióval is rendelkezik, mint például állítható kormánykerék és fordulatszámmérő.                                                                                      |
| Hyundai i10 Magna AT  | Ennek a típusnak a felszereltsége megegyezik a Magáéval csak abban tér el, hogy automata sebességváltóval rendelkezik. |
| Hyundai i10 Sportz    | Az i10 ezen változata is Kappa motorral van felszerelve és még kínál hátsó ablaktörőt és CD / MP3 lejátszót. |
| Hyundai i10 Sportz AT | Megegyezik a Sportz felszereltségével csak az a különbség, hogy automata sebességváltóval rendelkezik. |
| Hyundai i10 Asta      | Ez a változat fejlettebb Kappa motorral, távoli zárolással, ködlámpával, ABS-szel és kettős első légzsákkal rendelkezik. |
| Hyundai i10 Asta W    | Ez a változat megegyezik az előzővel azzal az eltéréssel hogy a W-hez tartozik napfénytető. |
| Hyundai i10 Asta AT   | Az Asta AT megegyezik az Asta W-vel azzal a kivétellel hogy automata sebességváltó van beszerelve. |

## A második generáció (IA, BA; 2013–2019)
A második generációt 2012-ben kezdték el fejleszteni és 2014 elején került az autószalonokba. Az autót Thomas Bürkle tervezte. Az autó 80 mm-rel hosszabb, 65 mm-rel szélesebb és 50 mm-rel alacsonyabb mint a kifutó modell. A csomagtér 252 l-es lett az új modellben. Az autó 5 személynek biztosít kényelmes utazást. Az új autó a 2013-as frankfurti autószalonon debütált és 2014 januárjában az európai bemutatótermekben.

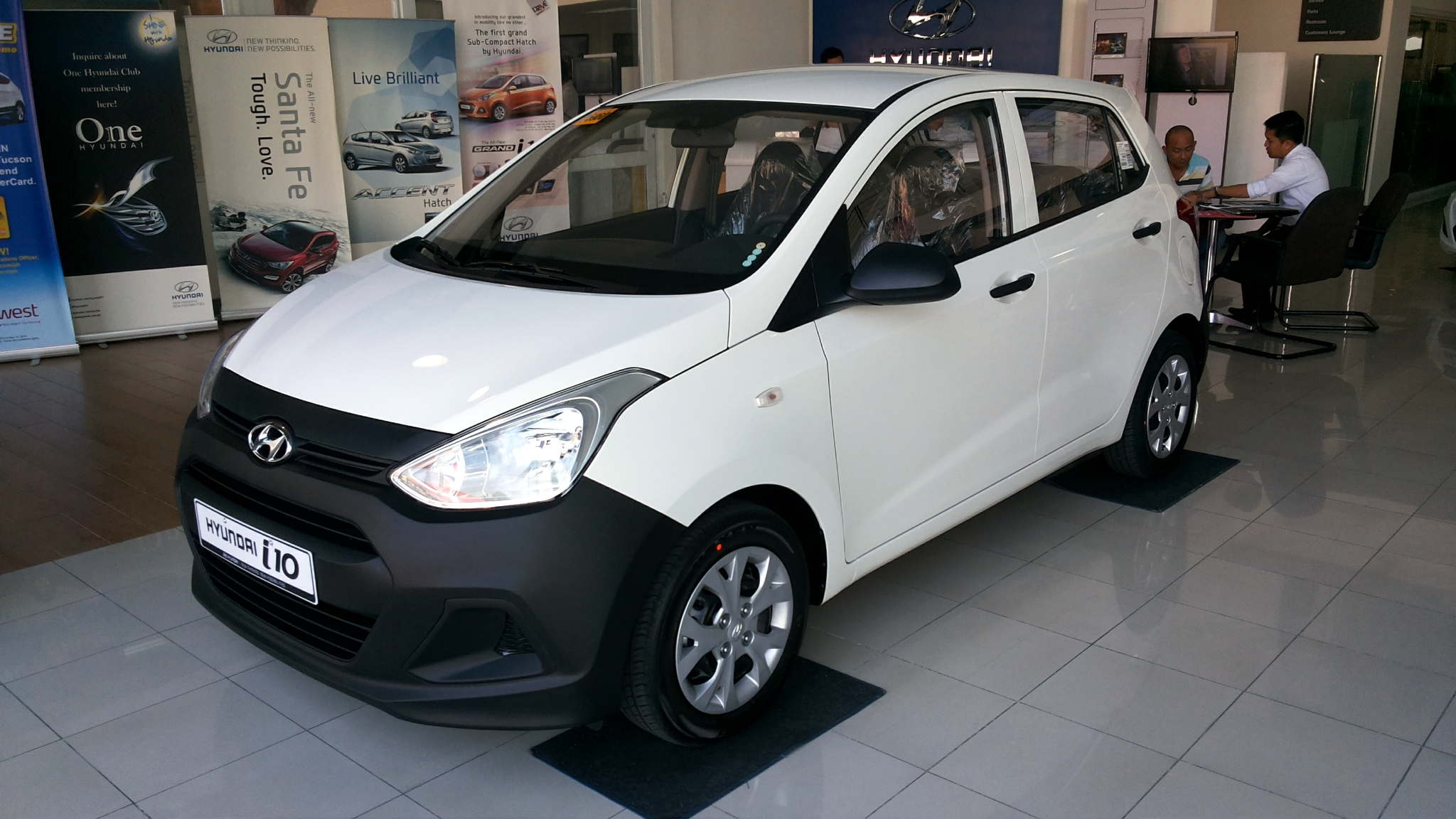
A második generáció

A modell 3 motortípust kínál az autóhoz Európában:
- 1 literes, háromhengeres benzinmotor
- 1 literes, háromhengeres dízelmotor
- 1,2 literes, négyhengeres benzinmotor

Az i10 gyártása 2013-ban kezdődött a Hyundan Assan Otomotivban, Ízmitben, Törökországban.

### Biztonság
Az EURO NCAP vizsgálati eredményei egy 5 ajtós, 2014-es modellen:
| Teszt                | Eredmény |
| -------------------- | -------- |
| Felnőtt utas védelme | 79%      |
| Gyermek utas védelme | 80%      |
| Gyalogos védelme     | 71%      |

### Gyártás

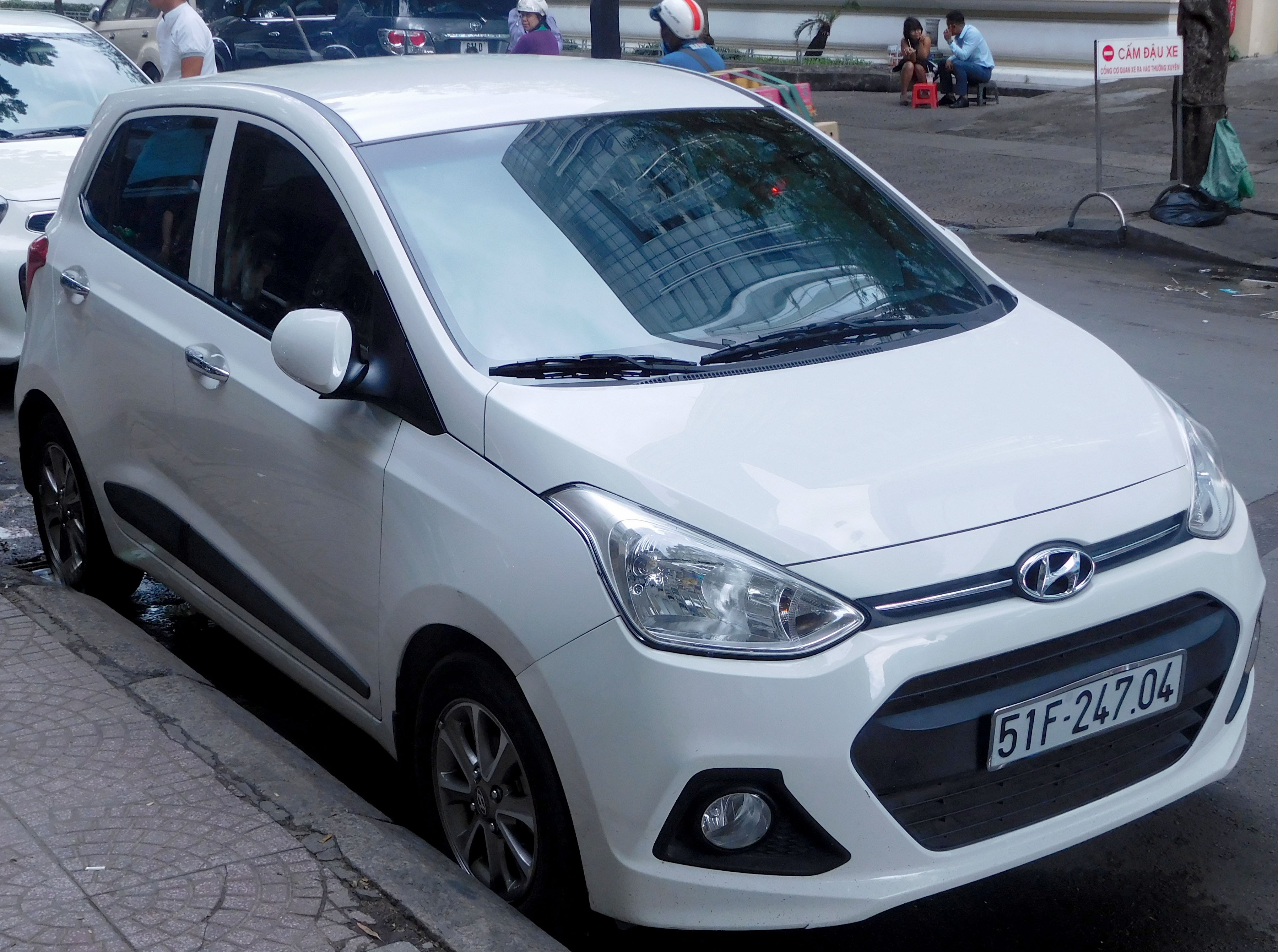
Hyundai Grand i10

| Város   | Ország      | Gyár                          |
| ------- | ----------- | ----------------------------- |
| Ízmit   | Törökország | Hyundai Assan Otomotiv        |
| Csennai | India       | Hyundai India                 |
| Matola  | Mozambik    | Somyoung Motors               |
| Tiaret  | Algéria     | Tahkout Manufacturing Company |
| Kerman  | Irán        | Kerman Khodro                 |

### Hyundai Grand i10
A Hyundai Motor India Ltd. 2013 szeptemberében mutatta be a Grand i10-et.
a Grand i10-et 3 motorral lehet megvásárolni:
- 1.1 literes, háromhengeres U2 CRDi dízel
- 1.2 literes négyhengeres benzin
- 1.0 literes háromhengeres LPG

A Hyundai Asia Resources Inc. (HARI) 2014 februárjában bejelentette a Grand i10 Fülöp-szigeteki változatát. Az U2 CRDi motort nem lehet kapni az országban, helyette lehet kapni 1.0 literes benzinmotort és az 1.2 literes modellhez felár ellenében automata sebességváltó jár.
2014 elején az autót elkezdték Mexikóban is árusítani de, csak 1.2 literes négyhengeres motorral lehet kapni.

#### Változatok

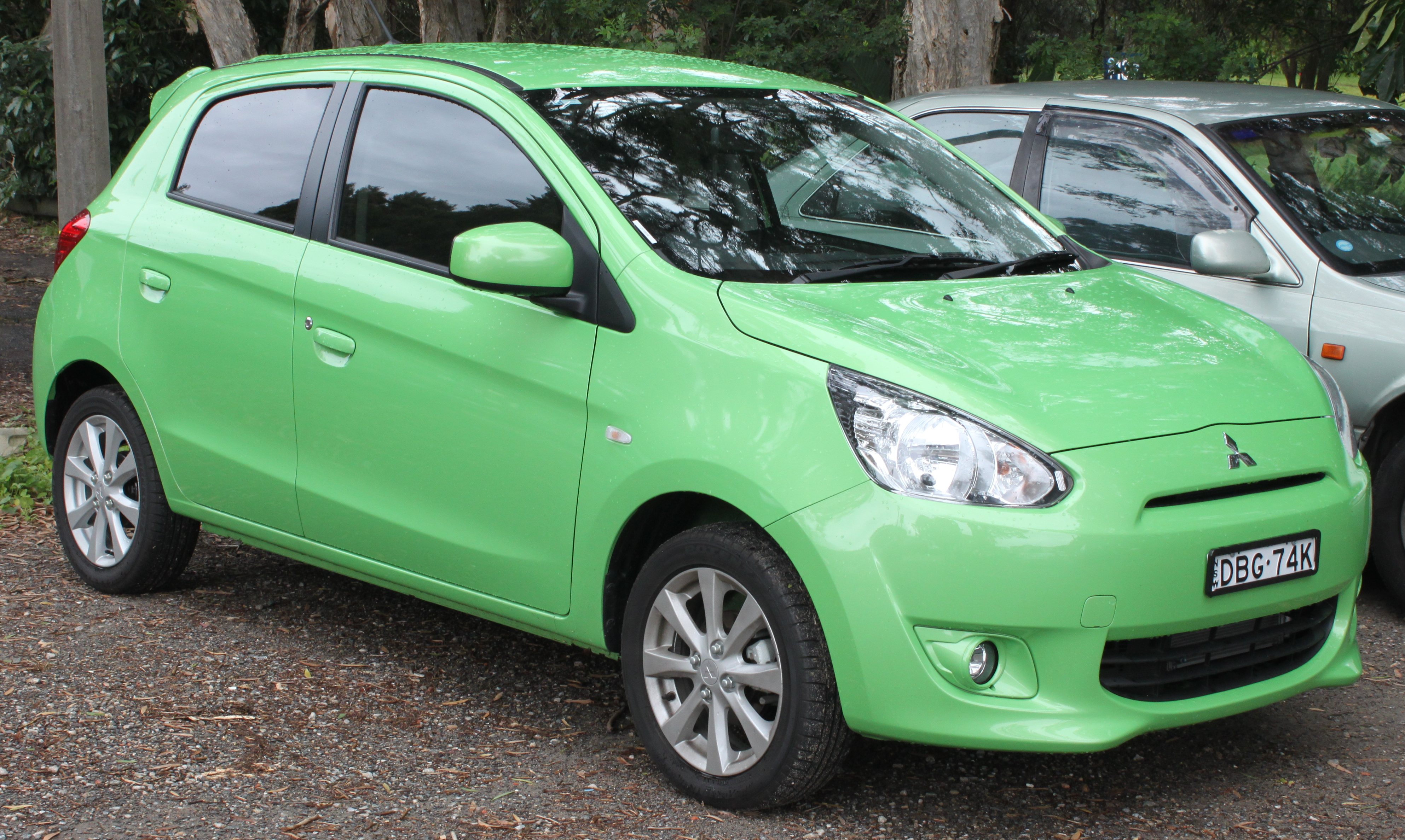
Mitsubishi Mirage

A Grand i10 változatai Indiában:
| Era    | indításgátló, krómozott hűtőrács, kétszínű belső, elektromos szervokormány, elektromos ablakok, lökhárítók |
| Magna  | központi zár, ködlámpa, belső világítás |
| Sportz | start/stop rendszer, elektromosan állítható tükrök, beépített rádió, CD- és MP3 lejátszó, 1 GB belső memória, első- és hátsó hangszórók |
| Asta   | hátsó párátlanító, opcionális gépkocsivezető és utasoldali légzsákok, opcionális ABS, hátsó spoiler, alufelni, bőrborítású kormánykerék, 1 GB belső memória, vezetőülés állítható magassággal, állítható hátsó fejtámla, kormánykerékre szerelt kezelőszervek |

#### Konkurencia
- India: Suzuki Swift
- Fülöp-szigetek: Mitsubishi Mirage, Toyota Wigo

### Hyundai Xcent
Ez a Grand i10 szedán változata, amit 2014 februárjában mutattak be. Ezt az autók szánták a Honda Amaze és a Maruti Suzuki Swift Dzire versenytársának.

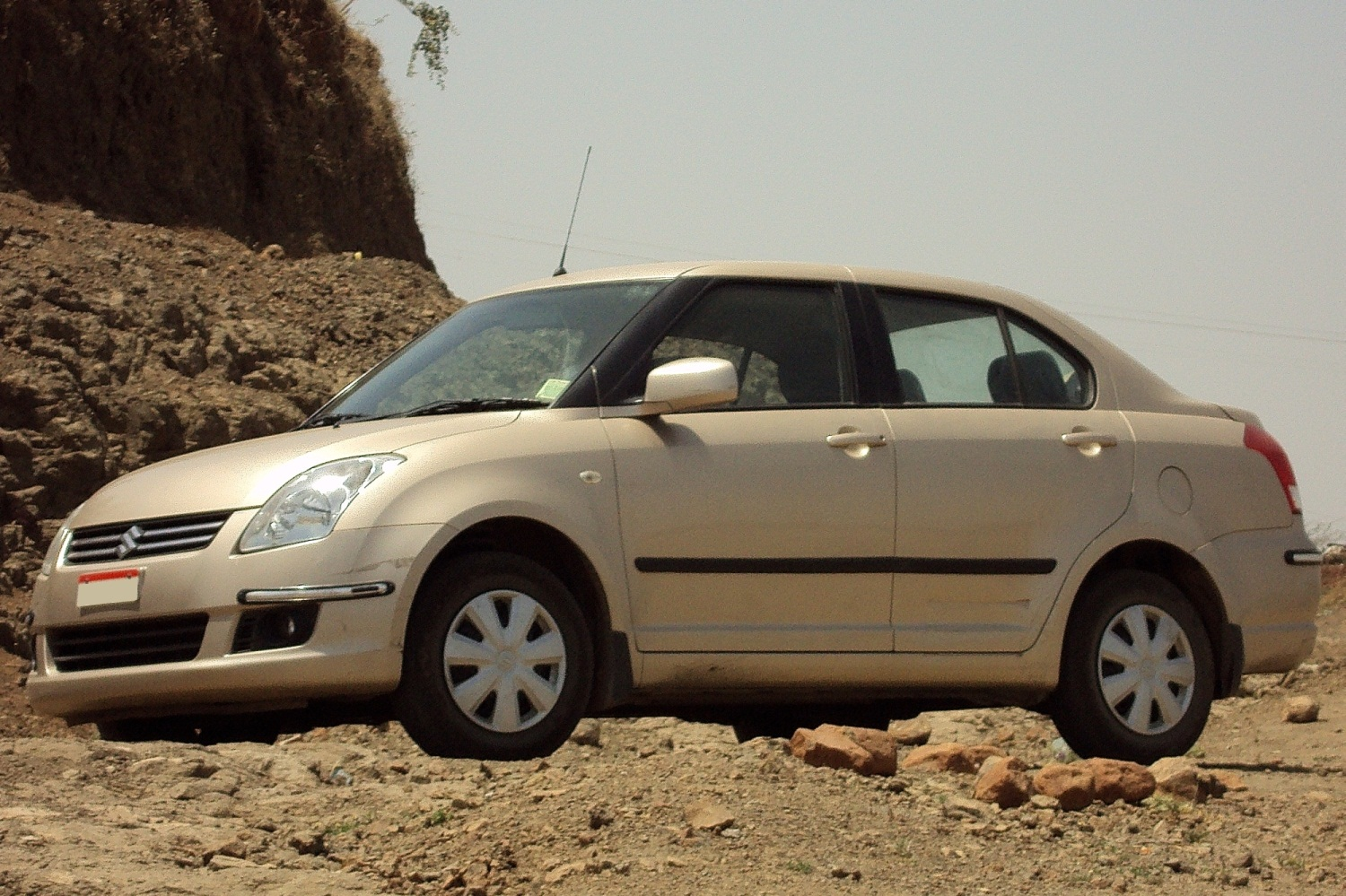
Maruti Suzuki Swift Dzire

### Galéria

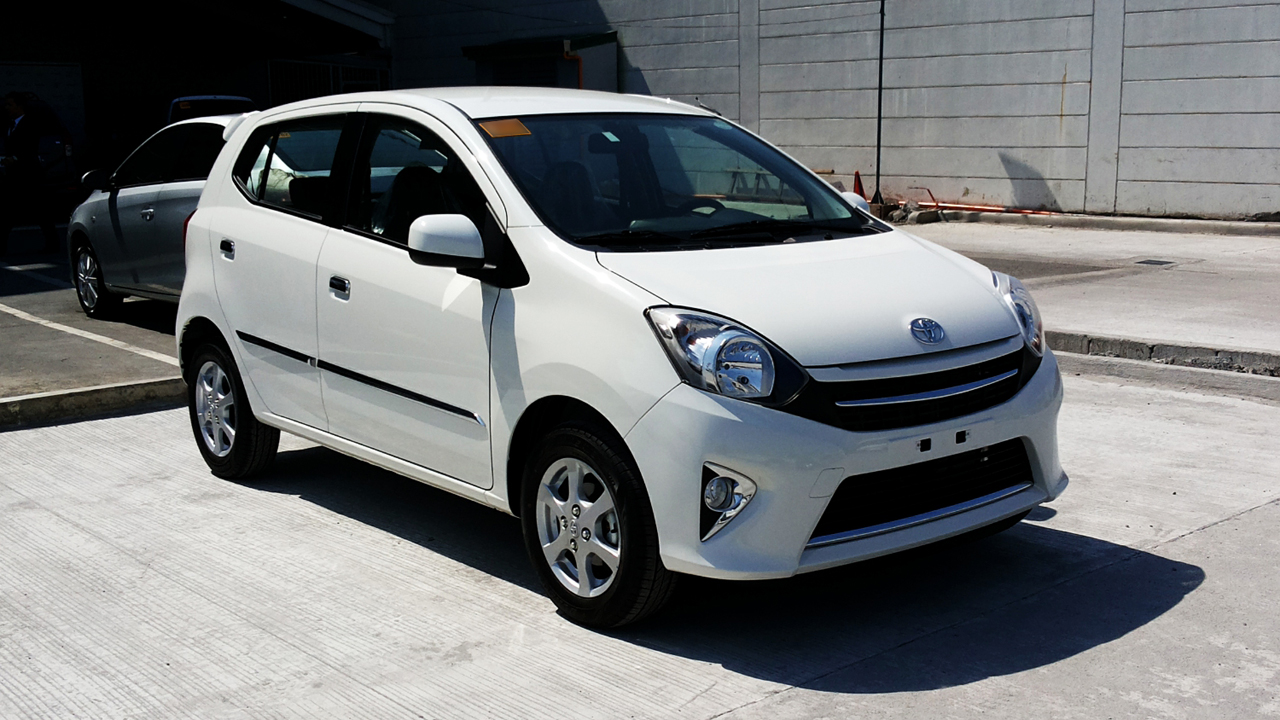
Toyota Wigo

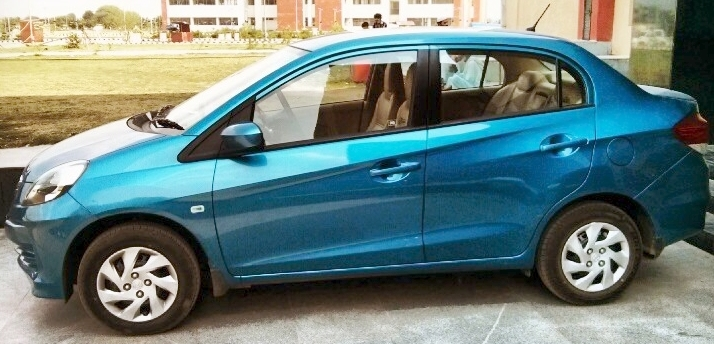
Honda Amaze